# 1940년 하계 올림픽
1940년 하계 올림픽(영어: 1940 Summer Olympics, Games of the XII Olympiad)은 1940년에 개최될 예정이었다가 제2차 세계 대전 때문에 열리지 못한 제12회 하계 올림픽이다. 
일본 제국의 도쿄에서 열릴 계획이었지만 중일 전쟁이 터지는 바람에 개최권을 핀란드 헬싱키로 반환했지만 제2차 세계 대전이 터지는 바람에 끝내 무산되고 말았다. 
그 후 런던은 1948년, 헬싱키는 1952년, 도쿄는 1964년, 2020년에 하계 올림픽을 개최했다.

## 개최지 선정
1940년 하계 올림픽을 향한 유치 운동은 1932년부터 시작되었으며, 개최 후보로는 도쿄, 바르셀로나, 로마, 헬싱키가 나섰다. 
당시 일본은 만주사변을 일으켜 만주 일대를 점령하고 만주국이라는 괴뢰국을 세워 국제적인 비판 여론에 직면했고 국제 연맹에서 탈퇴한 상황이었기에, 도쿄 올림픽 유치 대표단은 이번 유치 활동을 국제 외교 수단으로 활용할 생각이었다.
이렇게 시작된 도쿄 올림픽 유치 운동은 도쿄시 대표단은 물론 국제 올림픽 위원회 대표들까지 지지에 나섰으나, 일본 정부는 대륙 침략과 같은 군사 활동에 혈안이 되어 있었기에 올림픽 같은 외교 수단을 적극 지지하는 인사는 없었다고 전해진다. 이러한 상황 속에서도 4년 뒤 1936년 IOC 총회에서 진행된 개최지 투표에서 예상을 깨고 도쿄가 선정되면서, 올림픽 역사상 처음으로 동양에서 열리는 대회가 될 예정이었다.
| 후보 도시  | NOC                                                               | 투표 |
| 도쿄       | 일본 제국                                                         | 36   |
| 헬싱키     | 핀란드                                                            | 27   |
| 바르셀로나 | 스페인                                                            | 0    |
| 로마       | [[파일:{{{국기그림-1861}}}\|22x20px\|border \|이탈리아]] 이탈리아 | 0    |

## 도쿄 올림픽

### 대회 준비

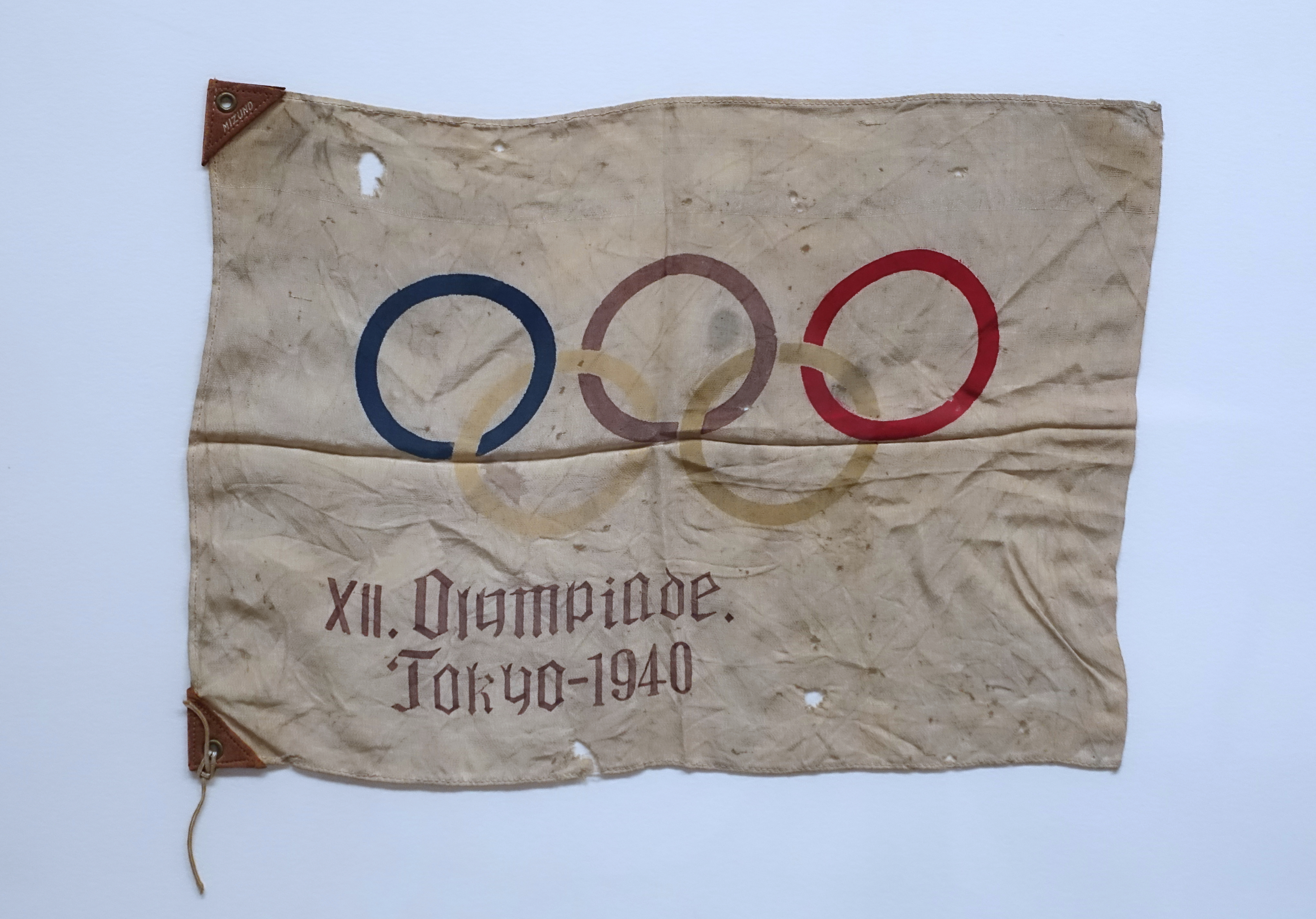
도쿄올림픽 기념품 오륜기 (1936년)

주경기장은 메이지 신궁 가이덴 경기장을 선정, 10만명을 수용할 수 있는 경기장으로 탈바꿈할 계획이었다. 하지만 메이지 신궁 구역을 관할하던 내무성 신궁국에서 개축을 강력 반대하여 건설이 무산되었다. 이후 도쿄 교외의 고마자와 올림픽 공원에 신경기장 건립 계획이 세워졌다. 올림픽 선수촌은 지금의 기누타 공원 내지는 도도로키 계곡 자리에 지어질 예정이었다.
이후 조직위원회는 본격적인 대회 일정을 세우고, 관련 지침서를 4개 언어로 발행하였다. 올림픽 홍보용 월간 잡지와 포스터도 발행해 전 세계에 배포하였다. 올림픽 개최를 위한 일부 시설 공사 개시와 손님 맞이를 위한 호텔, 관광사, 항공편 정비도 진행되었다.

### 개최권 반납
1937년 7월 7일 중일 전쟁이 발발하자 고노 이치로 중의원 의원은 올림픽 개최권을 즉각 반납해야 한다는 주장을 내세웠고, 1938년 극동 선수권 대회 역시 같은 이유로 개최 취소가 결정되었다. 그러나 IOC 일본 대표단은 머지않아 전쟁이 끝날 것이라는 믿음 속에 대회 준비를 계속했다. 그럼에도 불구하고 전쟁이 해소될 기미를 보이지 않자 1940년 하계 올림픽과 동계 올림픽의 개최 가능성에 의문이 더해져 갔다. 급기야 도쿄 대신 다른 도시로 옮겨 개최하자는 제안이 제기되었고, 일본이 올림픽 개최를 강행할 시 올림픽을 보이콧할 가능성이 거론되기 시작했다.
1938년 3월, 이집트 카이로에서 열린 IOC 총회에서 일본은 위원회 측에 여전히 도쿄가 개최 도시로 남는 데 부족함이 없다는 견고한 입장을 전달했다. 그러나 그것과는 별개로 중의원 내에서도 많은 의원들이 전시에 올림픽을 개최하는 것에 상당한 의문을 품고 있었고, 군부 역시도 전선에서 쓰일 철재가 부족하다며 경기장 건설에 원목을 쓰라는 다소 불합리한 요구를 내세우던 시점이었다. 그 해 7월 열린 중의원 정기회에서는 동하계 올림픽 개최와 1940년 만국박람회 개최 문제가 동시에 논의되었다. 만국박람회의 경우에는 조만간 전쟁을 마무리할 수 있을 거라는 믿음에 따라 '연기'하는 것으로 결론이 났지만, 올림픽은 연기가 불가능했기에 취소하기로 결정되었다.
1938년 7월 15일 일본 정부는 내각회의에서 올림픽 개최권 반납을 의결했다. 다음날 기도 고이치 문부장관은 관련 연설에서 "극동에 평화가 다시 드리우면 우리는 올림픽을 다시 도쿄에 들일 수 있을 것이고, 온 세계 사람들에게 진정한 일본 정신을 증명할 기회를 갖게 될 것이다"란 소감을 전했다.
대회는 취소되었지만 1930년 이래 유치 및 조직위원회의 활동으로 집행된 예산은 약 90만엔 (지금 엔화로 약 23억 4천만 엔)으로 집계되었다. 이들 중 3분의 1은 도쿄시가 직접 부담했다.

## 헬싱키 올림픽

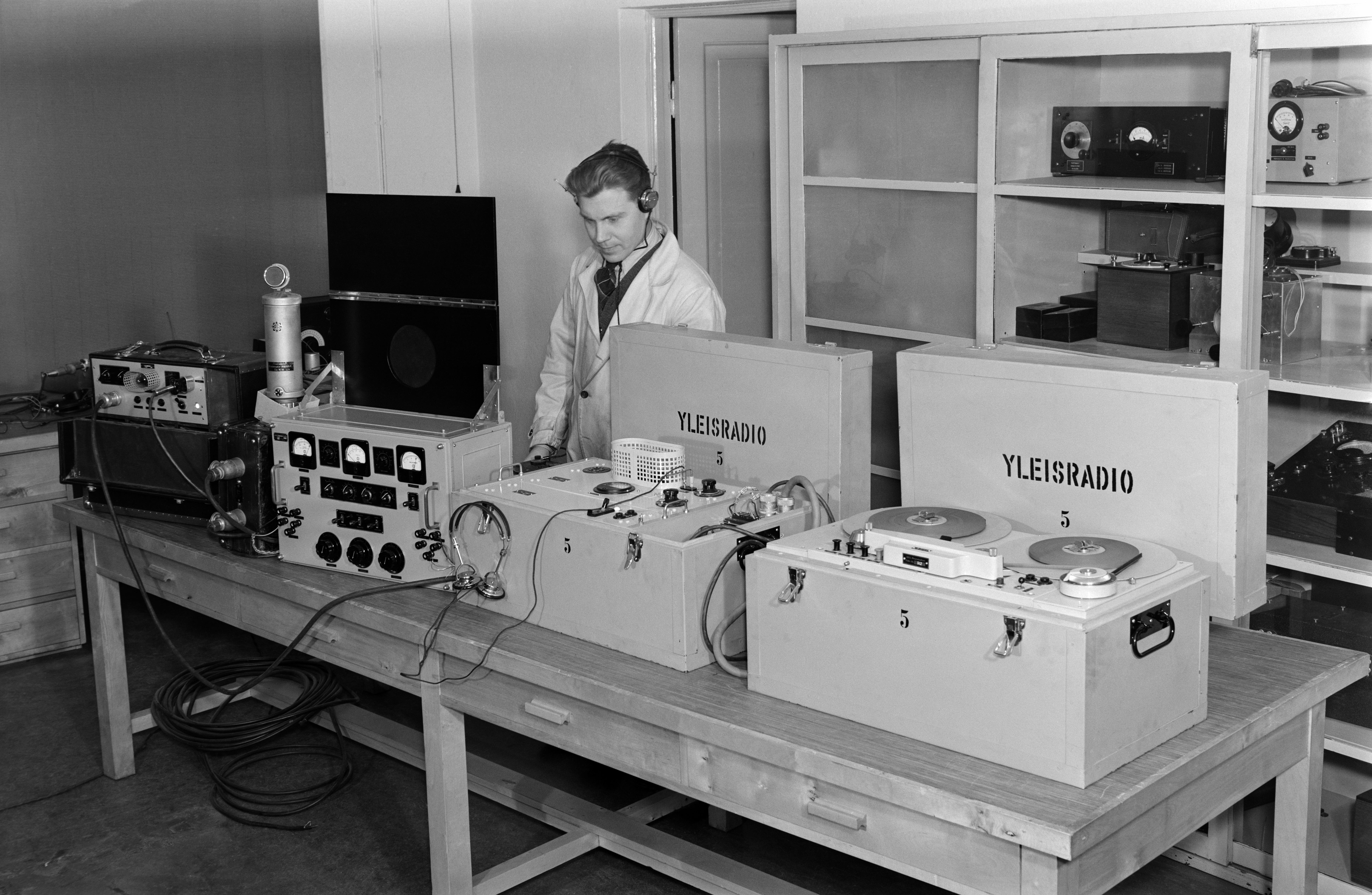
핀란드 방송사 위엘에 (YLE)가 1940년 올림픽 중계방송을 위해 제작한 방송장비

도쿄의 개최권 반납 후, IOC는 지난 1936년 개최지 선정 투표 당시 2위로 밀려 탈락했던 핀란드 헬싱키에게 개최권을 부여했다. 대회 일정도 1940년 7월 20일부터 8월 4일까지로 조정되었다. 하지만 제2차 세계 대전, 그것도 핀란드가 소련에게 침공당했던 겨울 전쟁이 발발하면서 대회 자체가 취소되었고, 올림픽은 1948년 런던 올림픽까지 8년간 열리지 못하게 되었다.
올림픽이 취소되자 그 해 최대의 국제 육상 경기대회는 매년 헬싱키 올림픽 스타디움에서 열리던 핀란드-스웨덴 국제 육상 대회가 되었다. 당시 핀란드와 스웨덴만이 겨루는 지역대회에 나치 독일이 추가로 참가하여 초라하게나마 국제대회로 진행되었다. 한편 특이사항으로 1940년 헬싱키 올림픽부터는 지난 대회에서 시범종목으로 치러졌던 활공이 정식 종목으로 채택될 예정이었다. 활공 종목은 이후 올림픽 대회에서 단 한번도 정식종목으로 채택되지 못했지만, 헬싱키 올림픽을 위해 설계된 경기 전용기인 DFS 올림피아 마이세가 전후 대량 생산되며 그 흔적을 남겼다.
1940년 일본에서는 황기 2600년을 맞이한 기념 행사가 대거 기획되었는데, 그 중에서 동아시아 친일 국가들을 중심으로 한 동아경기대회라는 대회도 도쿄에서 열렸다. 전쟁이 끝난 뒤 헬싱키는 1952년 하계 올림픽을, 도쿄는 1964년 하계 올림픽을 비로소 개최하게 된다. 훗날 도쿄는 2020년 하계 올림픽을 다시 한번 개최하지만 코로나19 사태로 인해 2021년으로 한 해 연기되어 개최되는 수모를 겪었다.
실제 올림픽은 아니지만 전쟁포로들만의 특별한 올림픽이 거행되기도 했다. 1940년 8월 나치 독일 뉘른베르크 인근 랑바서 제13-A수용소 수감자들이 벌인 것으로, 이들은 기념 오륜기까지 제작했는데 폴란드인 수감자들의 셔츠를 재봉해 만든 29x46cm 크기의 바탕에 크레파스로 오륜과 벨기에, 프랑스, 영국, 노르웨이, 폴란드, 네덜란드 국기 등을 그려넣었다. 안제이 코트코프스키 감독의 1980년 폴란드 영화 《올림픽 40》 (Olimpiada '40)은 이 이야기를 바탕으로 삼은 것으로, 당시 수용소에 있었던 테오도르 니에비아돔스키를 주인공으로 그들만의 특별했던 올림픽 이야기를 그려내고 있다.

## 같이 보기
- 1940년 동계 올림픽
- 세계 대전으로 취소된 올림픽
  - 1916년 하계 올림픽 - 독일 베를린에서 개최될 예정이었다가 제1차 세계 대전으로 취소된 대회
  - 1944년 하계 올림픽 - 영국 런던에서 개최될 예정이었다가 제2차 세계 대전으로 취소된 대회
- 연기된 올림픽
  - 2020년 하계 올림픽 - 코로나19 사태 영향으로 1년 연기되어 2021년 일본 도쿄에서 치러진 대회